# Appoigny
Appoigny är en kommun i departementet Yonne i regionen Bourgogne-Franche-Comté i norra Frankrike. Kommunen ligger i kantonen Auxerre-Nord som tillhör arrondissementet Auxerre. År 2022 hade Appoigny 3 133 invånare.

## Befolkningsutveckling
Antalet invånare i kommunen Appoigny
| Referens: INSEE |